# Çıldır
Çıldır est une ville et un district de la province d'Ardahan dans la région de l'Anatolie orientale en Turquie.

## Histoire
À la suite de la bataille de Çıldır (en) remportée par les Ottomans contre l'Iran séfévide et son allié le roi géorgien Simon Ier de Karthli (9 août 1578), la Meskhétie devient une province ottomane, l'eyalet de Tchildir.